# Molophilus pulvinus
Molophilus pulvinus är en tvåvingeart som beskrevs av Alexander 1943. Molophilus pulvinus ingår i släktet Molophilus och familjen småharkrankar.
Artens utbredningsområde är Peru. Inga underarter finns listade i Catalogue of Life.